# 拱星墩街道
拱星墩街道是中国甘肃省兰州市城关区下辖的一个乡镇级行政单位。

## 行政区划
拱星墩街道下辖以下地区：
拱星墩后街社区、五里铺西社区、段家滩东社区、段家滩西社区、东岗东路社区、五里铺东社区、五里铺村社区、段家滩村社区、范家湾村社区和拱星墩村社区。